# セーラ・ダ・エストレーラ
セーラ・ダ・エストレーラ（ポルトガル語: Queijo Serra da Estrela）はポルトガルで生産される、羊乳を原料としたチーズ。名称は山脈の名（エストレーラ山脈）に由来する。ポルトガルチーズの代表格として扱われる。セミハードタイプに分類されるが、中身はクリーミーで柔らかい。ソフトタイプとして紹介されるケースもある。ポルトガル最古のチーズで、ローマ時代に起源があるといわれる。アレンテージョ地方のチーズであるセルパはセーラ・ダ・エストレーラの製法が2、3世紀ごろに伝わったものとされる。1996年にEUの原産地名称保護制度におけるPDO認定を受けている。スローフード協会により“味の箱船”にも選定されている。
原料乳は現地のヒツジ（セーラ種）のものを使う。凝固剤にはチョウセンアザミのおしべを用い、熟成にあたっては周囲を布で巻いて固定する。表皮は硬いが中身は柔らかいので一皮むいてスプーンですくい、基本的にパンやクラッカーと合わせる。飲み物であればポートワインと相性がよい。味は苦みが若干あり、バター風味のコクも感じられる。表皮は捨てずにあとでチョリソやジャガイモなどを入れる器代わりとし、まるごとオーブンで焼いてから食すという調理法もある。